# Christine Lakeland
Christine Lakeland (11 luglio 1954) è una cantante e musicista statunitense, nota per essere stata, fino alla sua morte avvenuta il 26 luglio 2013, la moglie del cantante e chitarrista J.J. Cale. Ha pubblicato molti dei suoi album ed è stata anche un membro della sua band.

## Discografia

### Album in studio
- 1984 – Veranda
- 1989 – Fireworks
- 1992 – Reckoning
- 1998 – Turn to Me

### Album dal vivo
- 2005 – Live at Greenwood Ridge